# Centro Asociado de la UNED en Cartagena
El Centro Asociado de la UNED en Cartagena (UNED Cartagena) es un centro de enseñanza universitaria de la Universidad Nacional de Educación a Distancia (UNED) situado en la ciudad española de Cartagena, formando parte del Campus Este-Centro de la institución. Es una de las tres universidades públicas con sede en la Región de Murcia junto con la Universidad de Murcia y la Universidad Politécnica de Cartagena. Cuenta con tres aulas universitarias en Lorca, Caravaca de la Cruz y Yecla.

## Oferta educativa
El Centro ofrece actualmente 30 grados, 63 másteres oficiales y 18 programas de doctorado, así como decenas de postgrados y otros tipos de enseñanzas, como el acceso a la Universidad para mayores de 25, 40 y 45 años y cursos de idiomas (inglés y francés).
Arte y Humanidades
- Grado en Filosofía
- Grado en Geografía e Historia
- Grado en Lengua y Literatura Españolas
- Grado en Estudios Ingleses: Lengua, Literatura y Cultura
- Grado en Historia del Arte
- Grado en Antropología Social y Cultural

Ciencias
- Grado en Matemáticas
- Grado en Física
- Grado en Química
- Grado en Ciencias Ambientales

Ciencias de la Salud
- Grado en Psicología

Ciencias Sociales y Jurídicas
- Grado en Derecho
- Grado en Economía
- Grado en Administración y Dirección de Empresas
- Grado en Ciencias Jurídicas de las Administraciones Públicas
- Grado en Ciencia Política y de la Administración
- Grado en Criminología
- Grado en Educación Social
- Grado en Pedagogía
- Grado en Sociología
- Grado en Trabajo Social
- Grado en Educación Infantil
- Grado en Turismo

Ingeniería y Arquitectura
- Grado en Ingeniería en Electrónica Industrial y Automática
- Grado en Ingeniería Mecánica
- Grado en Ingeniería Eléctrica
- Grado en Ingeniería Informática
- Grado en Ingeniería de la Energía
- Grado en Ingeniería en Tecnologías Industriales
- Grado en Ingeniería en Tecnologías de la Información